# Troisième front de la Baltique
Le 3e front de la Baltique (russe : 3-й Прибалтийский фронт) ou 3e front balte) est un front de l'Armée rouge pendant la Seconde Guerre mondiale. Il fut créé le 21 avril 1944 et fut dissous le 16 octobre 1944, après une série de campagnes dans les États baltes, qui culmina par la prise de Riga les 13 et 15 octobre 1944.
Pendant ses 179 jours d'existence, le troisième front de la Baltique compta 43 155 tués et disparus ainsi que 153 876 blessés, malades et gelés. L'unique commandant du front fut Ivan Maslennikov.
Le quartier-général du troisième front de la Baltique fut formé à partir des reliquats de la 20e armée, les armées de campagne qui lui furent rattachées furent prélevées sur le l'aile gauche (sud) du front de Leningrad.
Le troisième front de la Baltique prit part notamment à l'Opération Pskov-Ostrov et à l'Opération Tartu Après la prise de Riga, le haut-commandement soviétique dissout le front et réaffecta les armées qui le composaient.
| Armée              | Nombre et type de divisions                                                    | Brigages indépendantes                          |
| ------------------ | ------------------------------------------------------------------------------ | ----------------------------------------------- |
| 42e                | 5 divisions de fusiliers                                                       | -                                               |
| 54e                | 6 divisions de fusiliers 1 division anti-aérienne                              | 1 brigade de sapeurs                            |
| 67e                | 10 divisions de fusiliers 1 division d'artillerie 1 division anti-aérienne     | 1 brigade d'artillerie 1 brigade de tanks       |
| 14e armée aérienne | 1 division de chasse 1 division d'appui tactique 1 division aérienne composite | -                                               |
| QG de front        | 6 divisions de fusilies                                                        | 2 brigades de tanks 1 brigade de génie (assaut) |

## Citations et sources
1. ↑  G. F. Krivosheev, Soviet casualties and combat losses in the Twentieth Century, Londres, Greenhill Books, 1997, pp. 196-197.
2. ↑  David Glantz, Companion to Colussus Reborn, Lawrence, University Press of Kansas, 2005, p. 34.
3. ↑  Keith E. Bonn (ed.), Slaugherhouse, Bedford, The Aberjona Press, 2005, p. 300.
4. ↑  John Erickson, The Road to Berlin, New Haven, Yale University Press, 1999, p. 420.
5. ↑  Боевой состав Советской Армии